# Eduard Schweizer
Eduard Schweizer (Basilea, 18 aprile 1913 – Zurigo, 26 giugno 2006) è stato un teologo svizzero.

## Biografia
Eduard Schweizer ha studiato teologia protestante a Marburgo con Rudolf Bultmann, a Zurigo con Emil Brunner e a Basilea con Karl Barth. Ha completato i suoi studi nel 1938 a Basilea conseguendo il dottorato in teologia. Successivamente ha esercitato il ministero di pastore a Nesslau. Nel 1941 è diventato libero docente di Nuovo Testamento all'Università di Zurigo. Nel 1946 ha ricevuto una cattedra di Nuovo Testamento all'Università Johannes Gutenberg di Magonza. Nel 1949 si è trasferito all'Università di Bonn. Nel 1950 è stato nominato professore di Nuovo Testamento all'Università di Zurigo, di cui è diventato rettore dal 1964 al 1966. Nel 1969 è stato presidente della Studiorum Novi Testamenti Societas. Nel 1979 si è ritirato dall’insegnamento.

## Libri pubblicati
- The Spirit of God (Holy Spirit), 1960
- The Church as the Body of Christ, 1964
- The Lord's Supper in the New Testament, 1967
- Das Evangelium nach Marcus, 1967
- Jesus, 1971
- Church Order in the New Testament, 1979
- Das Evangelium nach Matthaus, 1986
- A Theological Introduction to the New Testament, 1992
- Das Evangelium nach Lukas, 1993